# Stichaeopsis nana
Stichaeopsis nana is een straalvinnige vissensoort uit de familie van stekelruggen (Stichaeidae). De wetenschappelijke naam van de soort is voor het eerst geldig gepubliceerd in 1870 door Kner.